# Kékpettyes tüskésrája
A kékpettyes tüskésrája (Taeniura lymma) a porcos halak (Chondrichthyes) osztályának sasrájaalakúak (Myliobatiformes) rendjébe, ezen belül a tüskésrájafélék (Dasyatidae) családjába tartozó faj.
A Taeniura porcoshal-nem típusfaja.

## Előfordulása
Az Indiai-óceán egész területén elterjedt, a Dél-Afrika és Ausztrália körüli vizeket, valamint Új-Guinea part menti részeit is érintve, de nyílt vizeken is megtalálható. A Vörös-tengerben is fellelhető.

## Megjelenése
A kékpettyes tüskésrája nem éri el az 1 métert, és mindössze néhány kilogrammot nyom. A 35 centiméteres úszófesztávolságúak számítanak a legnagyobbaknak, de az ivarérettséget elérik 20 centiméteresen is. Hátoldali rikító kék foltjairól könnyen felismerhető faj. Legtöbbször a homokos vagy korallos aljzaton pihen, szereti befúrni magát a laza homokba, ilyenkor csak két, testsíkjából kiemelkedő szeme látszik. Tüskékkel felfegyverkezett farka hosszúra megnyúlt. Fejének két oldalán a fejlett, izmos úszók helyezkednek el, amelyek jellegzetes kinézetet kölcsönöznek az állatnak. Szemük mögött az úgynevezett fecskendőnyílás (spiraculum) van. Öt pár kopoltyúrésük a hasi oldalon helyezkedik el.

## Életmódja
Meleg, sekély tengerekben fordulnak elő. Általában férgekkel, puhatestűekkel, rákokkal és esetenként halakkal táplálkoznak.

## Szaporodása
Az ebbe a családba tartozó fajok mindegyike ál-elevenszülő (ovovivipar). A nőstény általában több utódot hoz világra.